# Чернозадая лептура
Чернозадая лептура (лат. Stenurella melanura) — жук из семейства усачей и подсемейства Усачики.

## Описание
Жук длиной от 6 до 10 мм. Время лёта взрослого жука с мая по сентябрь.

## Распространение
Распространён в Европе, России, Закавказье, Турции и Иране.

## Экология и местообитания
Жизненный цикл вида длится два года. Личинки развиваются в мёртвой древесине хвойных и лиственных деревьев.